# 二硫化钛
二硫化钛是一种无机化合物，化学式 TiS2。它可用于蓄电池的阴极材料。

## 结构
TiS2为碘化镉 (CdI2)结构。一半的八面体空隙都被 Ti4+填充。每个钛都和六个硫配位，形成八面体结构。每个硫都和三个钛连接，形成为三角锥结构。其它二硫属化物都有类似的结构，但有些，例如MoS2不是这种结构。二硫化钛的空间群为P3m1.Ti-S键的键长为2.423 Å。

## 制备
二硫化钛可以由硫和钛在 500 °C下反应而成。
Ti  +  2 S   →   TiS2
更容易的制备方法是反应四氯化钛和硫化氢，但纯度会比直接反应低。
TiCl4  +  2 H2S   →   TiS2  +  4 HCl
这个反应已应用于化学蒸汽沉积形成TiS2薄膜。硫醇和有机二硫化物可以代替硫化氢。
其它硫化钛也是已知的。

## 性质
TiS2 在空气中不稳定。加热时，它会被氧化成二氧化钛：
TiS2  +  O2   →   TiO2  +  2 S
TiS2 也对水敏感：
TiS2  +  2H2O   →   TiO2  +  2 H2S
加热时，TiS2 放出硫，形成三硫化二钛：
2 TiS2   →   Ti2S3  +  S

## 扩展阅读
- Titanium disulfide （页面存档备份，存于）
- Tao, You-Rong; Wu, Xing-Cai; Zhang, Yu-Ling; Dong, Lin; Zhu, Jun-Jie; Hu, Zheng. . Crystal Growth & Design. 2008-08-01, 8 (8): 2990-2994  [2025-01-30]. ISSN 1528-7483. doi:10.1021/cg800113n. （原始内容存档于2023-02-13） （英语）.
- Zhang, Ye; Li, Zhengkun; Jia, Hongbo; Luo, Xuhui; Xu, Jun; Zhang, Xianghui; Yu, Dapeng. . Journal of Crystal Growth. 2006-07-15, 293 (1): 124-127  [2025-01-30]. ISSN 0022-0248. doi:10.1016/j.jcrysgro.2006.03.063. （原始内容存档于2024-07-10）.